# Солоха, Александр Григорьевич
Александр Григорьевич Солоха (укр. Олександр Григорович Солоха; род. 30 января 1928 года) — механизатор совхоза имени Коминтерна Нововодолажского района Харьковской области, Украинская ССР. Герой Социалистического Труда (1973).
С начала 1950-х годов — звеньевой колхоза имени Коминтерна Нововодолажского района. После окончания курсов механизации трудился механизатором в этом же колхозе.
В 1973 году досрочно выполнил личные социалистические обязательства и производственные задания Девятой пятилетки (1971—1975). Указом Президиума Верховного Совета СССР от 8 декабря 1973 года «за большие успехи, достигнутые во Всесоюзном социалистическом соревновании, проявленную трудовую доблесть в выполнении принятых обязательств по увеличению производства и продажи государству зерна, сахарной свеклы, масличных культур и других продуктов земледелия в 1973 году» удостоен звания Героя Социалистического Труда с вручением ордена Ленина и золотой медали «Серп и Молот».
Награды
- Герой Социалистического Труда
- Орден Ленина
- Орден Трудового Красного Знамени